# لوز فالديز
لوز فالديز هي ممثلة فلبينية، ولدت في 9 سبتمبر 1940 في الفلبين.

## وصلات خارجية
- لوز فالديز على موقع IMDb (الإنجليزية)
- لوز فالديز على موقع قاعدة بيانات الفيلم (الإنجليزية)